# Рязанская ВДНХ
Рязанская ВДНХ (до 1959 — Рязанская областная сельскохозяйственная, промышленная и строительная выставка, до 2024 — Торго́вый городо́к) — выставочный комплекс на улице Свободы в Советском районе города Рязани, построенный в 1955 году для демонстрации успехов народного хозяйства. Первая выставка достижений народного хозяйства, построенная вне Москвы и единственная из сохранившихся на территории России.
Проектирование, строительство и озеленение комплекса было произведено всего за 60 дней, при этом использовались новые для того времени технологии возведения зданий. В 1959 году Рязанская областная сельскохозяйственная, промышленная и строительная выставка была переименована в Торговый городок.
В 2021 году ансамбль выставки получил статус памятника архитектуры и был взят под охрану государства. После этого начался процесс его восстановления и реставрации.

Рязанская ВДНХ в 2024 году. Главная аллея.

Территория комплекса включает в себя также Приокский автовокзал и городскую Станцию юннатов. На площади в 9,6 гектар расположены 22 павильона, выполненных в стиле поздней сталинской архитектуры. В их возведении участвовало множество организаций и предприятий Рязанской области.
С 2022 года Торговый городок входит в Центральный туристический маршрут Рязани. Здесь находится культурно-событийное общественное пространство с выставочными центрами, музеями, магазинами и предприятиями общественного питания. Маскотом Торгового городка является гусь — птица, наиболее часто попадающая в кадр на исторических фотографиях.
В 2023 году Торговый городок был признан одним из самых узнаваемых и редких объектов архитектуры России.

## История

### Проект и строительство
После окончания Великой Отечественной войны первыми объектами, которые подлежали реконструкции были в основном промышленные и транспортные предприятия города. Уже к концу 1940-х годов все из них были приведены в порядок, и вышли на довоенный уровень выпуска продукции. Следующей задачей, которая была поставлена перед руководством области было приведение в порядок жилых и общественных территорий города. Пришедший в 1948 году на пост председателя рязанского областного комитета коммунистической партии Алексей Ларионов развернул в Рязани программу масштабной реконструкции и преобразования. Под его руководством, в 1952 году был принят четвёртый генеральный план Рязани, в рамках которого началось строительство ансамблей новых улиц и площадей, социально-культурных, общественных и бытовых зданий.
До 1955 года в Рязани постоянно проводились ежегодные выставки достижений народного хозяйства. Местом их работы обычно был Центральный парк культуры и отдыха, которым в то время назывался современный Нижний городской сад. На его территории ежегодно возводились временные деревянные павильоны, торговые киоски, сцены и фонтаны. Территории парка постоянно не хватало для демонстраций экспозиций, поэтому нередко павильонами застраивались и близлежащие улицы.
Газета «Сталинское Знамя» в 1955 году писала:
В Рязани на протяжении нескольких лет создавались временные выставки. На их организацию расходовались крупные средства, а после от временных выставок ничего не оставалось».
Летом 1955 года на одном из заседаний обкома КПСС Алексей Ларионов высказал идею о проведении выставки в новом, специально подготовленном для неё месте. Кроме того, было предложено построить комплекс капитальных выставочных павильонов, чтобы решить проблему постоянных расходов на строительство временных деревянных.
Для решения поставленной задачи в кратчайшие сроки был сформирован выставочный комитет во главе с председателем рязанского облисполкома И. В. Бобковым. В его состав вошли представители областных, городских и районных партийных органов, председатели колхозов и директора совхозов. Параллельно, была сформирована комиссия для организации строительства выставочного комплекса во главе с секретарем обкома КПСС И. В. Гусевым. В ней в свою очередь состояли директора крупных промышленных предприятий и заводов, руководители проектных и строительных организаций.
Главным архитектором выставки был назначен Е. Г. Ларинский, при общем кураторстве начальника областной проектной конторы Н. Г. Локаева. Проектное решение создавалось в бюро «Рязаньоблпроект». Куратором строительства всей выставки выступил лично Ларионов, который неоднократно приезжал работать на стройке.

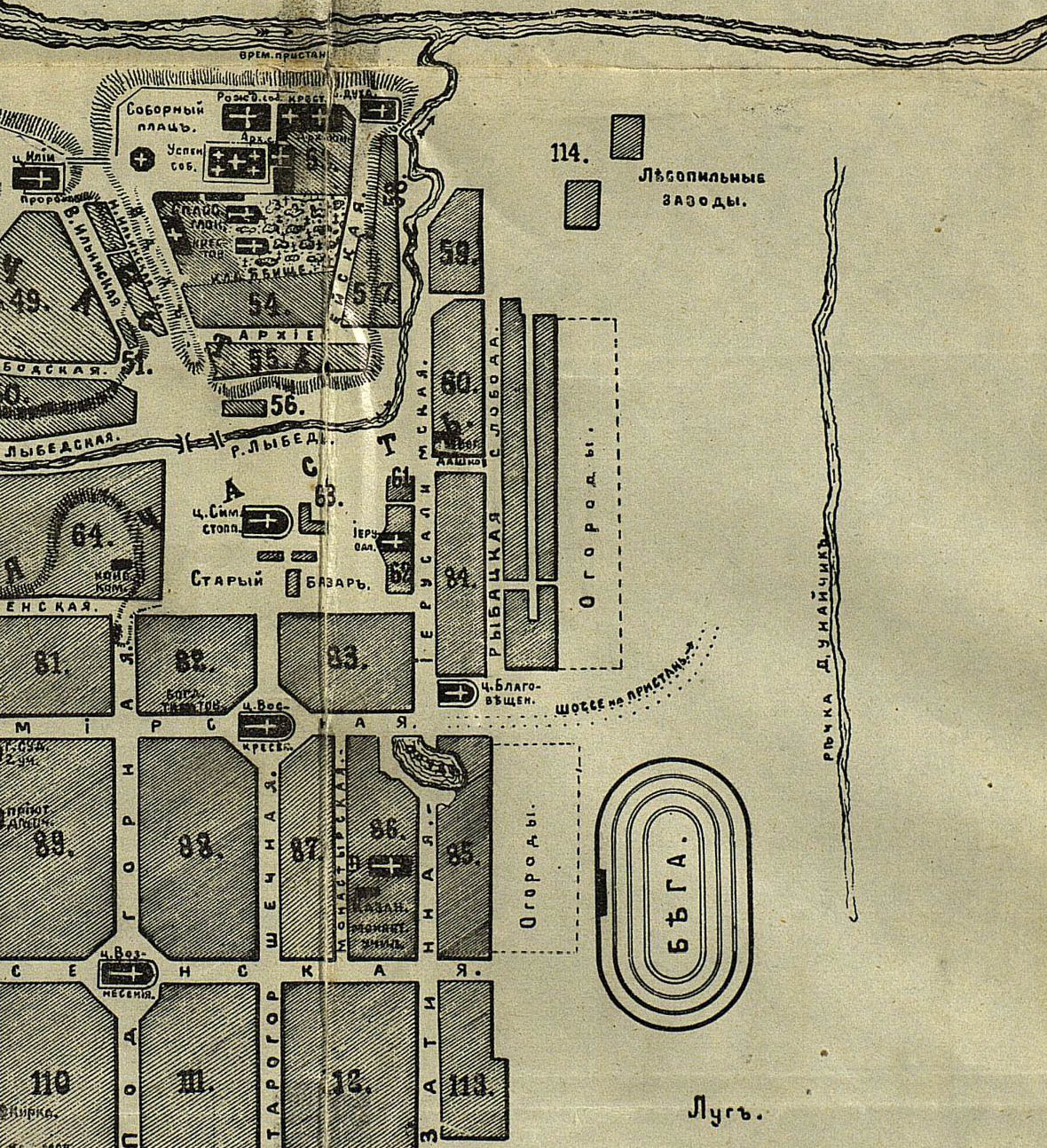
Фрагмент плана Рязани 1909 года. Выставка будет построена восточнее 85 квартала, на месте огородов и ипподрома.

Место под расположение будущего комплекса выбрали в самом конце улицы Свободы — тогда городские постройки здесь заканчивались и улица выходила к речным поймам. На территории будущего комплекса находился городской ипподром, который стоял здесь ещё с конца XIX века. Через саму пойму проходило Окское шоссе, по которому можно было добраться до реки. Здесь на площади был построен речной вокзал, а неподалёку от него — возведён разводной понтонный мост. По мосту можно было перебраться через Оку и выехать на трассу, ведущую на север области. На другом берегу реки, неподалёку от моста, располагалось здание вокзала узкоколейной Рязанско-Владимирской железной дороги.
За несколько месяцев до строительства ансамбля выставки, 8 июня 1955 года вокруг Окского шоссе горожанами были заложены первые аллеи Приокского лесопарка, через которые прошла линия городского троллейбуса. Окское шоссе в те годы было довольно сильно загружено и движение на нём происходило с постоянными заторами — это была единственная дорога, ведущая из города за Оку, на север.
Вскоре после принятия решения и обсуждения концепция выставки, архитекторами был подготовлен проект застройки и озеленения комплекса, который был утверждён без замечаний. К строительству выставки приступили 20 августа 1955 года, закончить планировалось уже через 2 месяца — к 1 октября. Торжественное открытие выставки запланировали на 16 октября 1955 года.
Местность, которая была выбрана для строительства подвергалась ежегодному затоплению талыми водами Оки по весне. Для инженерной подготовки территории понадобился отдельный проект ирригации и водоотвода, который был выполнен рязанским филиалом института «Госгипрогорсельстрой». При подготовке территории была построена сеть подземных дренажных коммуникаций под комплексом, подсыпаны низкие места, построено несколько километров водоотводных каналов и дамб. Только сеть ливневой канализации вокруг комплекса насчитывает 900 метров коммуникаций. Кроме того, была создана сеть каналов для сброса талых вод из полей в Оку.
В возведении павильонов участвовали многие промышленные и строительные организации города и области. Среди них были тресты № 11 и 23, тресты «Рязаньстрой», «Октябрьшахтстрой», строительное управление № 2, строительное управление треста «Мосмашприборстрой», трест «Октябрьуголь», Рязанский завод керамических труб, фабрика «Победа Октября», чаеразвесочная фабрика, Скопинский машиностроительный завод, Соколовский кирпичный завод, а также различные областные управления. Строительство объектов было распределено между предприятиями, о чём свидетельствуют отметки на генеральном плане комплекса.
Во время строительства использовались передовые на тот момент технологии — железобетонный каркас и плиты, заранее отлитые элементы декора. Все основные строительные работы были закончены за 30 дней. Уже в начале сентября 1955 года газета «Сталинское Знамя» писала «о возведении комплекса для проведения в Рязани Областной сельскохозяйственной, промышленной и строительной выставки». Ещё месяц был потрачен на отделочные работы внутри павильонов, озеленение, праздничное декорирование и уборку.

### 1955—1960: Открытие и первые годы эксплуатации
27 октября 1955 года, через 2 месяца после начала работ выставка была открыта. Дату открытия перенесли с 16 числа специально ко дню столетия селекционера Ивана Мичурина, в честь которого назвали фруктовый сад Станции юннатов. В 12:00 председатель городского исполкома Иван Бобков перерезал красную ленточку у пропилей парадного входа — и выставка стала доступна для посетителей. В первый день открытия выставку посетило более 15 тысяч человек, среди них делегации из других областей и республик Советского Союза. В 1955 году в экспозициях участвовали все районы области, 156 колхозов, 28 совхозов, 17 МТС, многие строительные организации. В день открытия народные гуляния завершились танцами, продолжавшимися до самой ночи.
Там, где некогда были болотистые топи и свалки мусора, вырос целый благоустроенный городок с прекрасно оформленным аллеями, павильонами и асфальтированными дорожками»
 — писала «Сталинское Знамя». На территории площадью в 9,6 гектар расположились 22 выставочных павильона, пропилеи центрального входа, две фермы, фруктовый сад, дендрарий, пожарное депо, фонтан, бассейны, ресторан, торговые киоски, ветрогенератор, ипподром, животноводческий комплекс, открытые площадки для демонстрации строительства и техники, спортивная площадка, скульптуры и малые архитектурные формы. Территория была озеленена крупномерными деревьями и цветочными клумбами. На аллеях располагались ажурные фонари.
Особую заботу строители выставки проявили о детях. Юные мичуринцы теперь имеют для опытов замечательный сад, созданный общими усилиями совхозов области и работников треста „Росглавконсерв“ (управляющий тов. Бакокин). Территория станции юннатов обнесена красивой оградой, превосходно благоустроена».
Вскоре наградили строителей выставки, справившихся с работой в сильно сжатые сроки. Почётные грамоты и подарки получили 90 человек. Среди подарков значились ручные и настольные часы, отрез на платье, отрез на костюм, бесплатная путёвка в дом отдыха и в санатории на южный берег Крыма, чайный сервиз, радиоприёмник.
В следующем, 1956 году строительство было продолжено. 2 октября 1956 года газеты объявили возведении павильонов «Уголь» и «Транспорт и связь», а также упомянули отдельные павильоны «Легкая промышленность» и «Пищевая промышленность». Был представлен проект дальнейшего расширения комплекса — как в западном направлении, в сторону улицы Затинной, так и в восточном — в сторону Оки.
В выставочные дни павильоны пышно украшались снопами пшеницы, композициями из овощей и фруктов. В фонтаны запускали живую рыбу. По воскресеньями проводились дни фруктов, овощей, мяса, рыбы. В павильонах и торговых киосках продавались промышленные и хозяйственные товары, книги и учебные принадлежности. Особое внимание уделялось передовым методам выращивания кукурузы.
В июне-июле 1956 года по решению бюро обкома КПСС в целях «лучшей организации отдыха детей и усиления воспитательной работы» на территории Рязанской областной сельскохозяйственной, промышленной и строительной выставки располагался городской пионерский лагерь.
Главное здание станции юных натуралистов была открыто позже — 4 февраля 1959 года. При станции было организовано четыре отдела: садоводство, полеводство, цветоводство и животноводство. Саженцы для станции приобретали из питомников Кораблина, Мичуринска, Новосибирска.

### 1960—1990: Торговый городок
Аналогичный выставочный комплекс в Москве до 1958 года назывался Всесоюзной сельскохозяйственной выставкой. Пришедший на пост первого секретаря ЦК КПСС Н. С. Хрущёв развернул масштабное строительства жилья в Советском Союзе, а это в свою очередь потребовало организации выставочных экспозиций. Рязанская область под руководством Алексея Ларионова являлось в то время передовым экспериментальным регионом, в котором проходили «обкатку» многие решения и реформы Хрущёва. Посетивший в 1956 году Рязань, Хрущёв побывал на выставке и оценил экспозиции, посвящённые строительной отрасли и обширную экспериментальную площадку, располагавшуюся тогда на месте современных жилых домов. В тот же год было принято решение о разделении Московской ВСХВ на сельскохозяйственную и строительную, а затем в 1958 — их объединение в ВДНХ.
Несмотря на развернувшуюся в то время борьбу с излишествами в архитектуре, рязанская выставка практически не пострадала — ни один павильон в тот момент не подвергся перестройке или упрощению. 25 февраля 1959 года на заседании бюро рязанского обкома КПСС был рассмотрен вопрос «Об использовании зданий и территории областной сельскохозяйственной, промышленной и строительной выставки в Рязани для расширения сети торговли». В итоге, бюро постановило:
В настоящее время, когда хозяйство и культура Рязанской области находятся на подъёме и учитывая, что помещения и сооружения областной выставки используются для организации выставки только в летнее время в течение трёх месяцев в году, бюро обкома КПСС считает, что будет правильнее, если помещения и все другие сооружения областной выставки использовать для улучшения обслуживания трудящихся Рязани и области торговлей и общественным питанием.
О принятом на бюро обкома решении сообщила областная газета «Приокская правда» в № 47(11707) от 26 февраля 1959 года, опубликовав под рубрикой «В обкоме КПСС и облисполкоме» заметку под заголовком «Об использовании зданий и территории областной сельскохозяйственной, промышленной и строительной выставки в г. Рязани для расширения сети торговли».
13 июня 1959 года газета «Приокская правда» в № 137(11797) под заголовком «Завтра в Рязани открывается торговый городок» на первой полосе публикует заметку-анонс о предстоящем открытии торгового городка:
25 февраля 1959 г. обком КПСС принял постановление об использовании областной сельскохозяйственной, промышленной и строительной выставки г. Рязани для расширения торговой сети. Городскими организациями проведена необходимая работа по переоборудованию павильонов выставки в магазины. Подготовлены 19 специализированных магазинов по продаже продовольственных и промышленных товаров. Оборудован магазин проката предметов культурного и спортивного инвентаря и предметов домашнего обихода. На территории торгового городка будет работать второй городской рынок по продаже мясных и молочных продуктов, овощей, картофеля и других сельскохозяйственных продуктов, а также ресторан и кафе-мороженое.

В воскресенье, 14 июня в 10 часов утра, состоится открытие торгового городка. Обком КПСС обязал горком партии, Советский, Октябрьский и Железнодорожный райкомы, горисполком и райисполком города, областное управление торговли и торгующие организации обеспечить организацию культурной торговли на территории торгового городка.

На первой полосе «Приокской правды» № 139(11799) от 16 июня 1959 года по рубрикой «Репортаж» был помещен большой материал «Рязанский торговый городок открыт» о состоявшемся открытии городка:
В воскресенье 14 июня с разных концов Рязани к торговому городку устремились десятки тысяч горожан. Шли большими группами, бригадами, семьями, с детьми, как на большой праздник. Этому способствовало и местонахождение городка — ведь рядом Ока, пляж.

Ещё задолго до открытия у главного входа собрались представители трудовой Рязани — рабочие, инженеры, техники, служащие, колхозники из районов, приезжие из других областей. Десять часов утра. Гостеприимно открываются двери городка, магазинов, ресторана, павильона. Людской поток разливается по аллеям, площадкам, торговым предприятиям. 
Концепция выставки изменилась — в отраслевых павильонах расположились 19 магазинов, в которых началась торговля продуктами питания, мебелью, хозяйственными и бытовыми товарами, книгами и строительными материалами. Рязанская областная сельскохозяйственная, промышленная и строительная выставка была переименована в Торговый городок. Его павильоны были открыты ежедневно с 10 утра до 8 вечера, а осенью и зимой на площадях и аллеях проводились ярмарки. Из-за того, что территория выставки была удобно расположена на окраине города рядом с речным и автомобильным вокзалами, Торговый городок часто посещали сельские жители. Горожане-же, предпочитали покупать товары в универмагах.
В 1970-х многие павильоны были расширены дополнительными пристройками, у некоторых появились собственные угольные котельные. В павильоне «Машиностроение и электрификация» открывается Приокский автовокзал. Часть восточной территории Торгового городка, где располагался ресторан и павильон «Транспорт и связь» была превращена в перрон и посадочные платформы для пассажиров. Южная часть — Животноводческий городок была отдана под транспортно-промышленные предприятия. В это же время на вершине пропилей центрального входа появляется вывеска. В такой концепции комплекс просуществовал до 1990-х годов.

### 1990—2020: Городской рынок

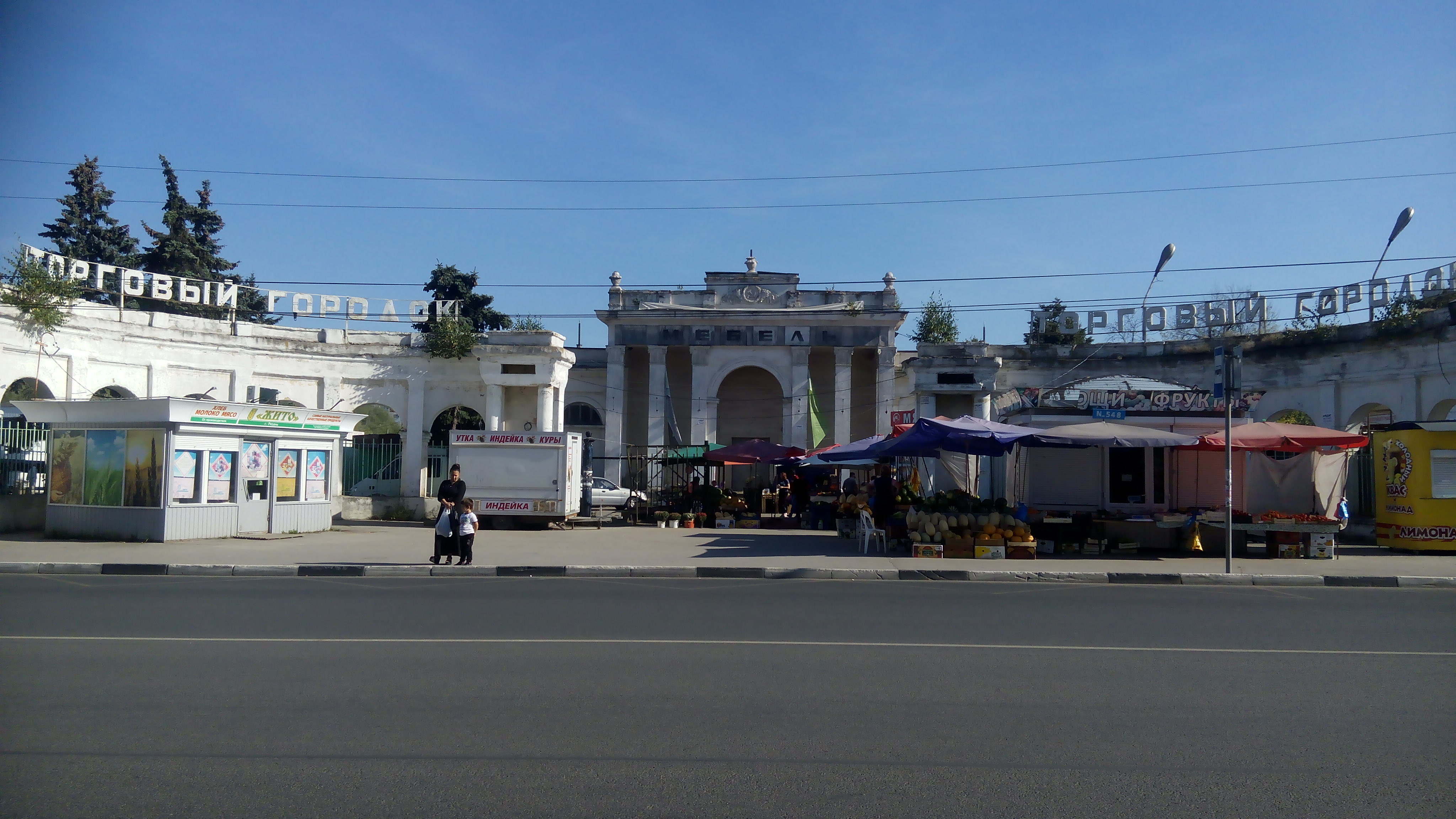
Входная группа в период разрухи.

В 1990-е годы на территории выставки создаётся торгово-промышленная корпорация «Торговый городок», которая в 1992 году представила концепцию развития комплекса. Однако последующие экономические события в стране привели к банкротству корпорации.
В 1995 году к 900-летию города, территория Торгового городка выкупает предприятие «Агро-Рязань». Начинаются восстановительные работы: вокруг зданий исчезает дикая поросль, происходит реконструкция павильона № 7 (бывший склад цемента), появляется крытые посадочные платформы у Приокского автовокзала. На центральной площади перед Главным павильоном был устроен продовольственный рынок. Здесь установили торговые прилавки, навесы и металлические контейнеры. В других павильонах также развернулась разнообразная торговля. Предприятием была погашена задолженность корпорации «Торговый городок» в размере 436,4 тысяч рублей. Впоследствии, пришедшая в администрацию города новая команда национализирует постройки комплекса, возвращая его в собственность муниципалитета. Рынок на площади при этом продолжил функционировать до 2016 года.

В 2000-е торговля здесь продолжается. Арендаторами происходит самовольное переоборудование здания под собственные нужны. Бесконтрольно перестраиваются интерьеры павильонов, уничтожая лепнину и элементы декора. Так например, собственники павильонов «Садоводство и пчеловодство» и «Механизация и электрификация» обшили фасады зданий сайдингом. У многих других павильонов появились кирпичные пристройки, в окнах и стенах проделывались дополнительные проходы. Здания Торгового городка находились частично в городской, областной и частной собственности. Южная часть комплекса, на которой располагался Животноводческий городок оказалась захвачена промышленными предприятиями по соседству. Здания ферм, конюшен и кормовой кухни были значительно перестроены под различные хозяйственные нужды. Павильон «Лесное хозяйство», находившийся на территории строительного предприятия был расширен крупной трёхэтажной пристройкой.
В 2013 годам существенно повышается арендная плата, в следствии чего большинство павильонов оказались закрыты, а затем и заброшены. В апреле 2014 года мэр города Виталий Артёмов объявил о планах по реконструкции Торгового городка, однако в дальнейшем инвестор отказался от проекта. К 2019 году различными собственниками использовалось только 5 павильонов, включая автовокзал. Аллеи заросли травой и дикой растительностью. В то же время, здания городской станции юннатов находившееся на балансе города и продолжало функционировать сохранившись в хорошем состоянии.

### 2020-е: Возрождение комплекса
В середине 2010-х годов комплекс выставки привлёк внимание городских активистов, которые начали самостоятельно расчищать здания и аллеи от дикой поросли. Во время работ были очищены заросшие травой дорожки и откопан заброшенный фонтан, найдены части оригинальных скамеек, стоявших на аллеях. Работы привлекли внимание мэрии — активисты получили поддержку инвентарём, а Управление благоустройства помогало вывозить мусор. За время работ было вывезено около 4 тысяч мешков и 50 машин мусора. Работы финансировались из личных средств участников и пожертвований горожан. На проводившиеся работы в Торговом городке обратила внимание команда нового губернатора Николая Любимова. Было принято решение о восстановлении комплекса.
20 мая 2019 года в библиотеке Горького прошла стратегическая сессия, на котором обсудили концепцию восстановления общественного пространства. 17 августа в рамках сессии II Форума Древних городов, в очищенных павильонах открылся городской фестиваль урбанистики «Школа», на котором обсуждался архитектурный проект выставки. Основная проблема, с которой столкнулись архитекторы состояла в том, чтобы найти надёжную концепцию работы всего комплекса в целом, и каждого из его павильонов по отдельности. Необходимо было разработать разнообразные сценарии активности, которые должны привлекать к себе различные группы посетителей. Это позволит не допустить невостребованности и заброшенности комплекса после его реконструкции. Для реализации этих решений территорию Торгового городка была включена в Центральный городской туристический маршрут, в который также попали рядом расположенный Приокский лесопарк, Станция юннатов и Трубежная набережная с собственными проектами реконструкции. Подобная практика позволила привлечь к проектам федеральные субсидии.
В 18 ноября 2019 года комплекс Торгового городка получил статус памятника архитектуры и был взят под охрану государства. В 2020 году Правительством Рязанской области на проведение работ по реконструкции комплекса было выделено 210 млн рублей. Разработкой и осуществлением проекта занялась команда Центра развития креативных индустрий Рязанской области. Управляющие начали поиск инвесторов и арендаторов для развития выставки. Параллельно с этим велись работы по созданию архитектурного проекта реконструкции. Облик павильонов восстанавливался по фотографиям и чертежам. В архивах были найдены оригинальные названия павильонов 1955 года, архитектурные проекты и сметы, переписка областного и городского исполнительных комитетов.
Весной 2022 года Правительство Рязанской области приступило к реставрационным работам. Территория выставочного центра была расчищена от мусора, рынок ликвидирован, а из павильонов была убрана торговля. Строителями были заменены все инженерные коммуникации, осуществлён монтаж цементно-песчаной подушки и мощение аллей комплекса гранитной плиткой, установлены автоматические ограничители для въезда транспорта.
При проведении работ были найдены оригинальные скамейки центральной аллеи, по которым были отлиты новые. В интерьерах павильонов обнаружилось множество артефактов советской и постсоветской эпох, которые решили задействовать в обновлённой концепции пространства выставки. Сами павильоны были очищены от рекламных вывесок, сайдинга, керамогранита и самостоятельных пристроек. Павильоны «Совхозы» и «Механизация и электрификация» за постсоветское время подверглись настолько большой перестройке, что их пришлось демонтировать практически до стен, чтобы вернуть зданиям первоначальный облик. Садовники и ландшафтные архитекторы восстановили партеры и клумбы выставочного комплекса. На них было высажено более 12 тысяч деревьев и кустарников и более 8 тысяч многолетние растений, характерных для Рязанской области.
К лету 2023 года большая часть ландшафтных работ была выполнена. Торжественное открытие территории обновлённого Торгового городка состоялось 1 июня 2023 года губернатором Павлом Малковым. В настоящее время продолжаются отделочные работы внутри павильонов, для посетителей уже доступны 6 зданий. В павильонах планируются к открытию предприятия общественного питания, кафе и рестораны, магазины, культурные центры и музеи, библиотека и спортивный клуб. Ежемесячно на территории выставки проводятся культурные мероприятия и фестивали.

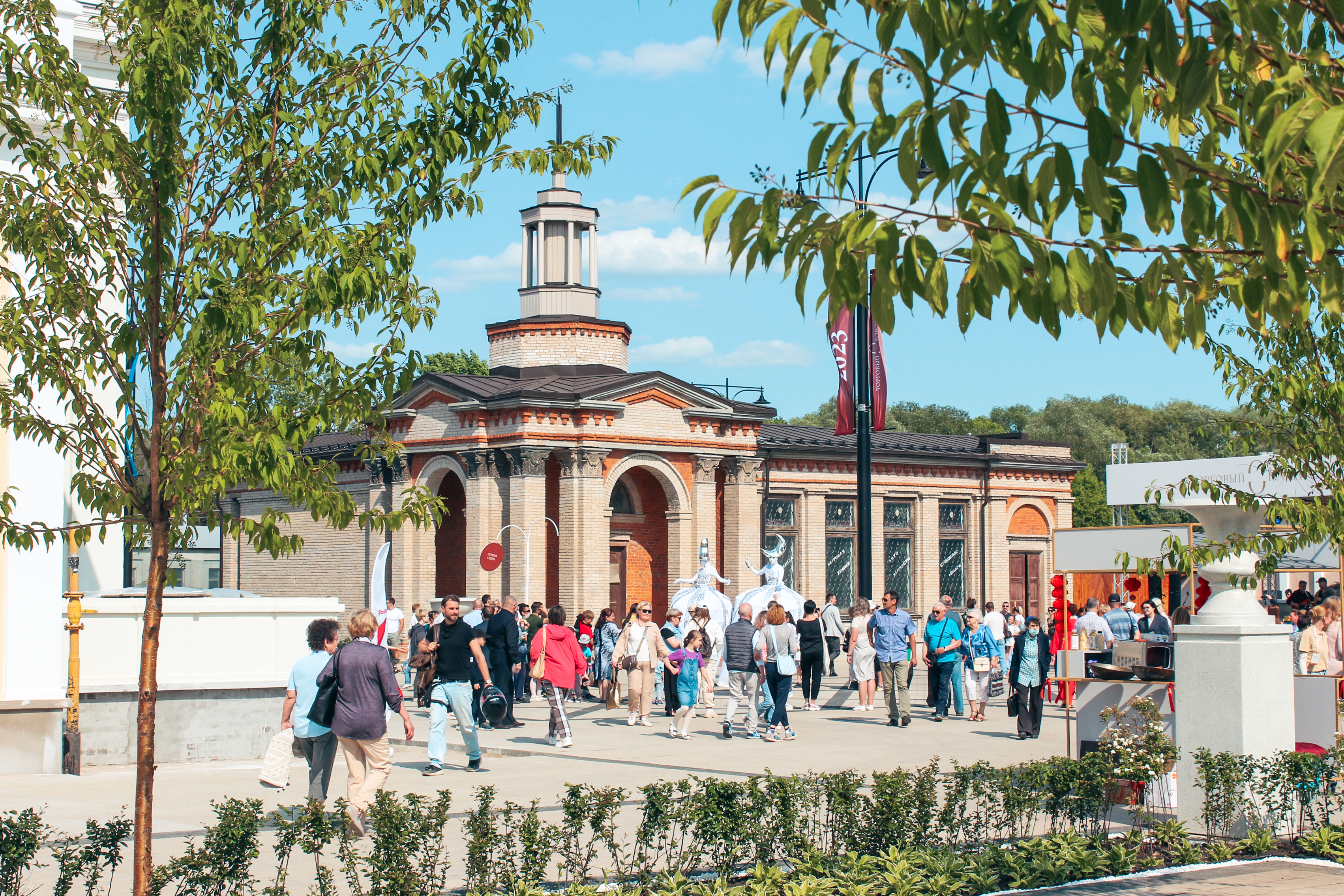
Праздник, посвящённый открытию комплекса

## Архитектура

### Планировка
Планировка территории выставки представляет собой прямоугольник в границах улиц Свободы, Окского проезда, Затинной и Вознесенской, общей площадью в 9,6 гектаров. Архитектурный проект разрабатывала группа архитекторов под руководством Е. Г. Ларинского и при общем кураторстве начальника областной проектной конторы Н. Г. Локаева. В состав проектной группы входили кандидат архитектуры И. П. Антипов, И. П. Чистосердова, В. А. Воронцов и другие, проект павильона «Механизация» был разработан молодым архитектором строительного треста № 11 В. И. Евстроповым. Проект ирригации и водоотведения территории выполнен филиалом института «Росгипрогорсельстрой».

При озеленении выставки предусматривалась высадка крупномеров в возрасте от 10 до 20 лет. Среди них: липы, клён остролистный, ясень, тополь, ель серебристая, рябина, берёза, ива, черёмуха, дуб, ель, лиственница, акация, бархат амурский, орех серый, клён татарский, каштан — всего более 1000 штук. Кроме того несколько тысяч кустарников: жёлтая акация, сирень, майское дерево, кизильник, боярышник, смородина серебристая, жимолость, спирей, роза ругоза, шиповник, роза мелколистная, жасмин. Предполагалось разбить 2000 м2 цветников и 2500 м2 газонов. На территории, прилегающей к павильону Лесного хозяйства, предусматривался дендрарий. Работы по озеленению проводились работниками лесхозов и городского треста зелёного строительства. Работами руководил специалист ландшафтной архитектуры и садоводства, депутат городского совета Константин Павлович Исаев, под руководством которого были разбиты все городские парки в 1930—1950-х годах. В общей сложности на территории выставки было высажено 2000 многолетних деревьев разных пород и 12 000 декоративных кустарников.
Газета «Сталинское Знамя» пишет:
Снова замечательно проявил свой организаторский талант технорук треста К. П. Исаев, широко известный рязанцам своим участием в создании парков и скверов, озеленении улиц. Под его руководством на территории выставки разбиты аллеи, посажены декоративные кустарники и многолетние деревья, установлены скульптуры».
Первоначально, в планах указывалось возведение 21 павильона, но в итоге было построено 23, а также несколько павильонов в комплексе Животноводческого двора, ипподром и фруктовый сад со зданием Станции юннатов.
Главный вход на выставку находится со стороны улицы Свободы. Его обрамляют классические пропилеи, которые украшает двойная колоннада. За ними открывается площадь, на которой расположен Главный павильон, позднее получивший название «Рязань». На акротерии павильона располагался флаг СССР, по бокам от главного входа — скульптуры рабочего и колхозницы. По обеим сторонам здания высажены парадные цветочные партеры. Экспозиция павильона должна была давать общее представление о развитии всех отраслей народного хозяйства города и области. Посетители могли пройти через здание насквозь и выйти на Фестивальную площадь, где располагается сцена для проведения мероприятий. Площадь обрамляют два симметричных здания с круглыми ротондами на крышах, увенчанные шпилями — павильоны «Картофель и овощи» и «Животноводство».

Отсюда начинается Центральная аллея комплекса, по сторонам от которой симметрично расположены выставочные здания. В центре аллеи разбиты клумбы, а в переходах между ними — установлены места для отдыха. На Центральной площади перед двумя полукруглыми павильонами находится фонтан «Золотой колос», украшенный вазонами с цветами. На аллее также были расположены ажурные фонари с круглыми лампами. По бокам от Центральной, находятся Западная и Восточная аллеи. Доминантной композицией комплекса служил ветрогенератор, установленный в юго-восточной части территории.
В южной части выставки располагался животноводческий комплекс, который включал в себя 10 зданий: конюшню, коровник, свинарник и птичники, с бассейнами для водоплавающей птицы. Здесь же в небольших силосных башнях демонстрировались различные виды кукурузного силоса. Центральную часть территории животноводческого городка занимал малый выводной круг, на который длинными фасадами выходили корпуса коровника (с востока) и конюшни (с запада). С юга пространство сельскохозяйственного двора замыкали корпуса свинарника, телятника и кормовой кухни. Позади, в районе улицы Либкнехта располагалось пожарное депо. В восточной части комплекса располагался павильон «Рыбное хозяйство» с бассейном для рыбы. Напротив ветрогенератора была построена водозаборная башня.
Рядом с комплексом выставки был расположен ипподром, где проводились бега. В настоящее время комплекс Животноводческого городка застроен различными хозяйственными постройками конца XX века. Ипподром ещё в советское время был превращён в парковый стадион, который в настоящее время не используется. Условной границей, которая отделяла животноводческую часть от остальной были зелёные партеры, обсаженный по границам кустарником.
Рядом с павильоном «Строительные материалы» находилась обширная открытая площадка, на которой демонстрировались методы возведения зданий из крупных блоков. Здесь также были представлены образцы строительных материалов, экспонировалась строительная техника.
Со стороны улицы Свободы территория выставки была огорожена металлическим забором с чугунными столбами. Перед Главным павильоном были установлены скульптуры рабочих и колхозников, на территории зелёной зоны вокруг ресторана и павильона «Лесное хозяйство» были размещены скульптуры лося и косуля. Партеры, газоны и клумбы были оформлены декоративными вазонами нескольких типов. На территории также устанавливались разнообразные торговые киоски общей площадью около 5000 м². Для обеспечения безопасности было предусмотрено собственное пожарное депо, находившееся в южной части Животноводческого городка.
Выставка, возведённая в рекордно короткий срок стала примером поздней сталинской архитектуры. Многие архитектурные решения при строительстве были направлены на достижения быстрого результата и демонстрации высокого эффекта в сжатые сроки. Всего за 2 месяца строителям удалось превратить пустырь на окраине города в цветущий сад. Сделано это было вовремя — буквально через несколько дней после открытия, 4 ноября 1955 года вышло постановление ЦК КПСС и Совета министров СССР «Об устранении архитектурных излишеств».

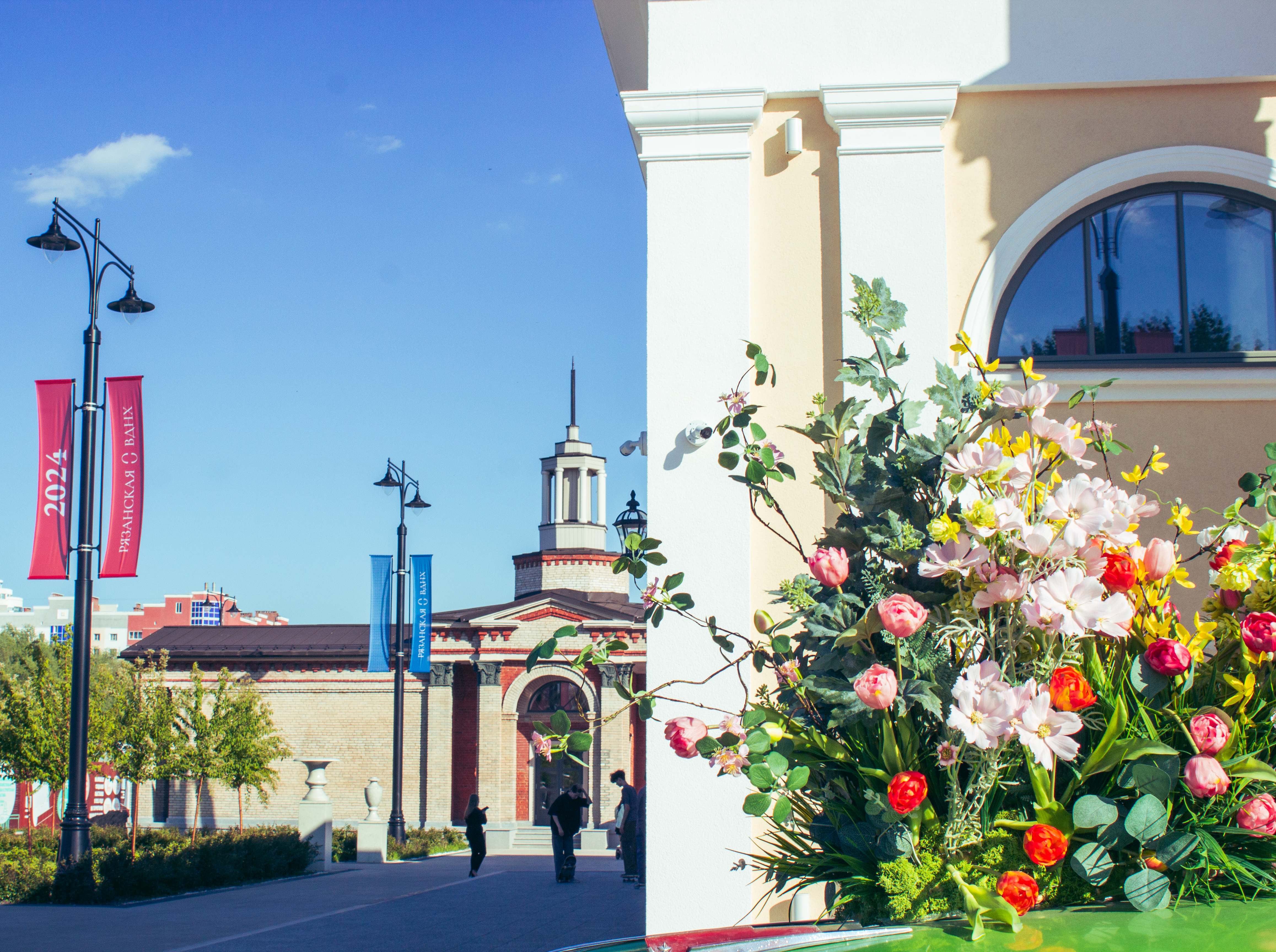
Торговый городок весной
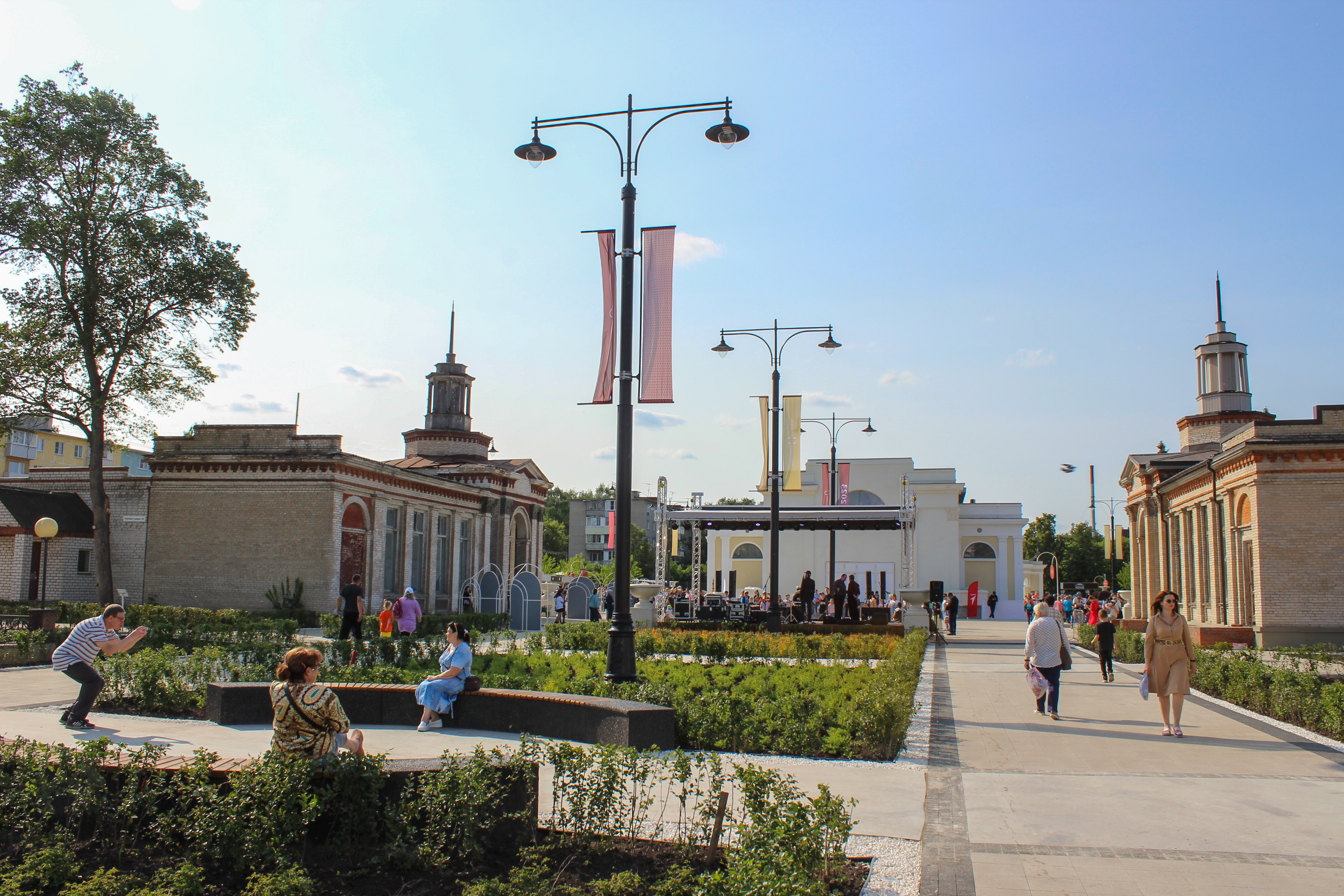
Центральная аллея
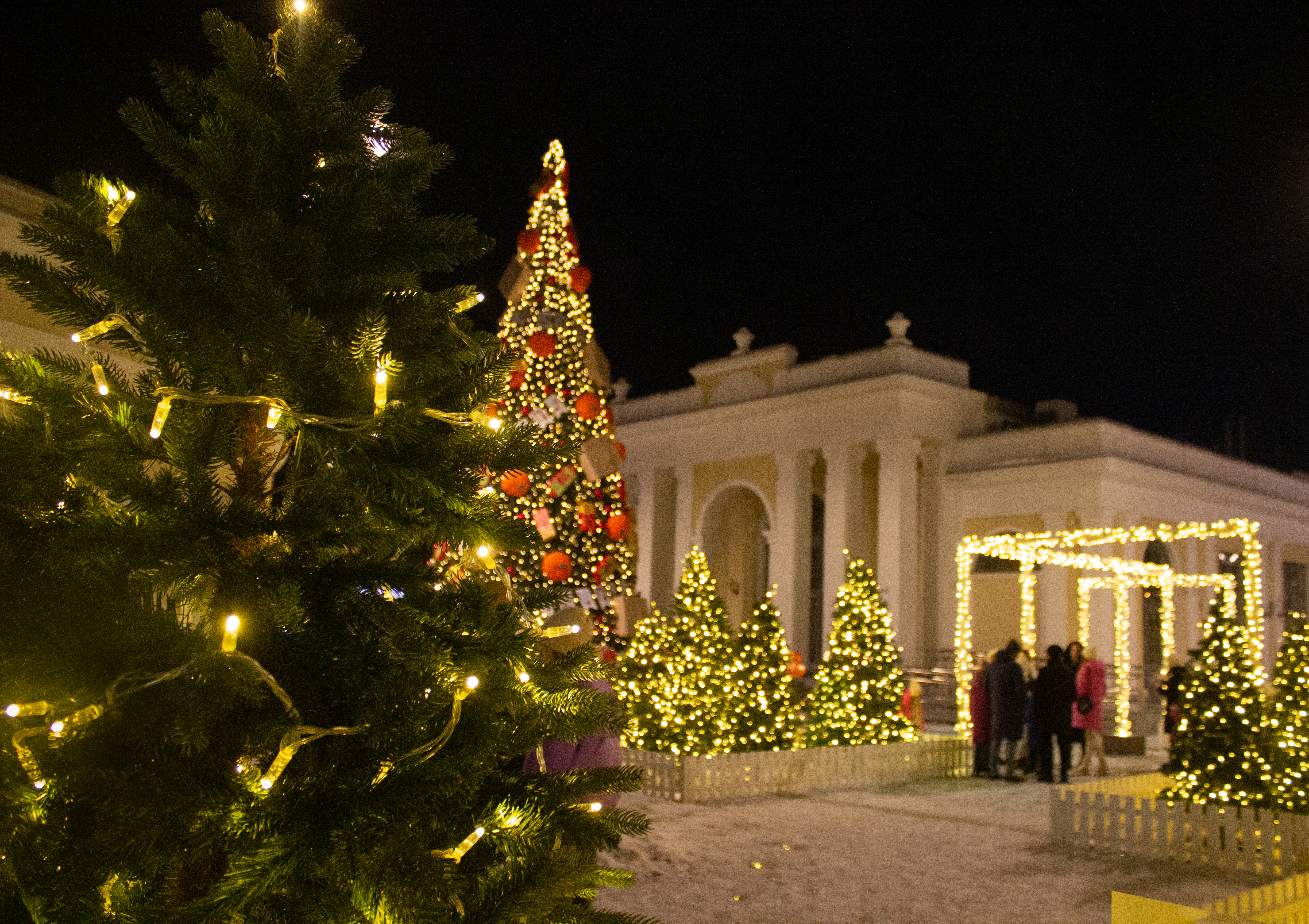
Павильон «Рязань» в зимнем украшении
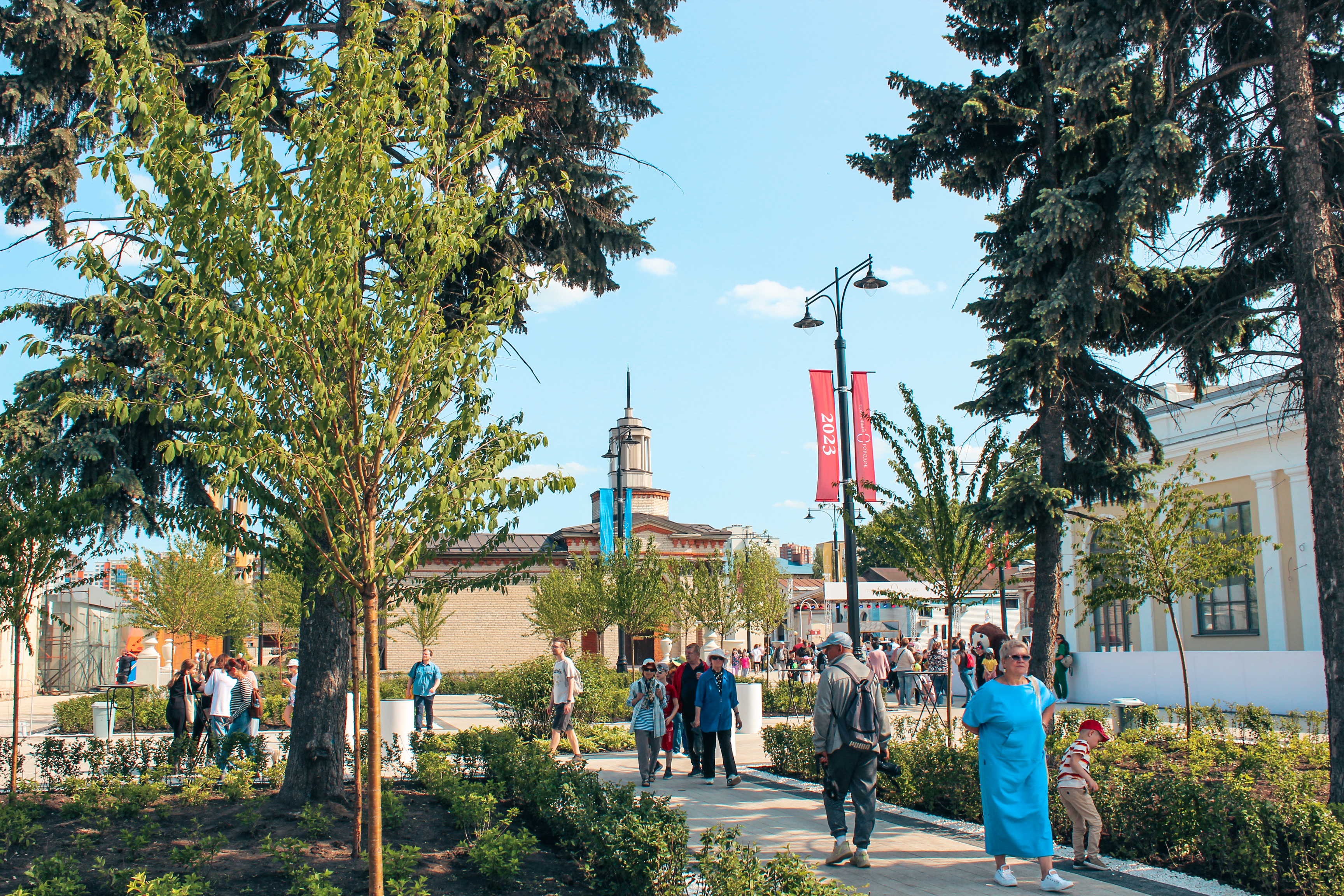
Партеры у павильона «Рязань»
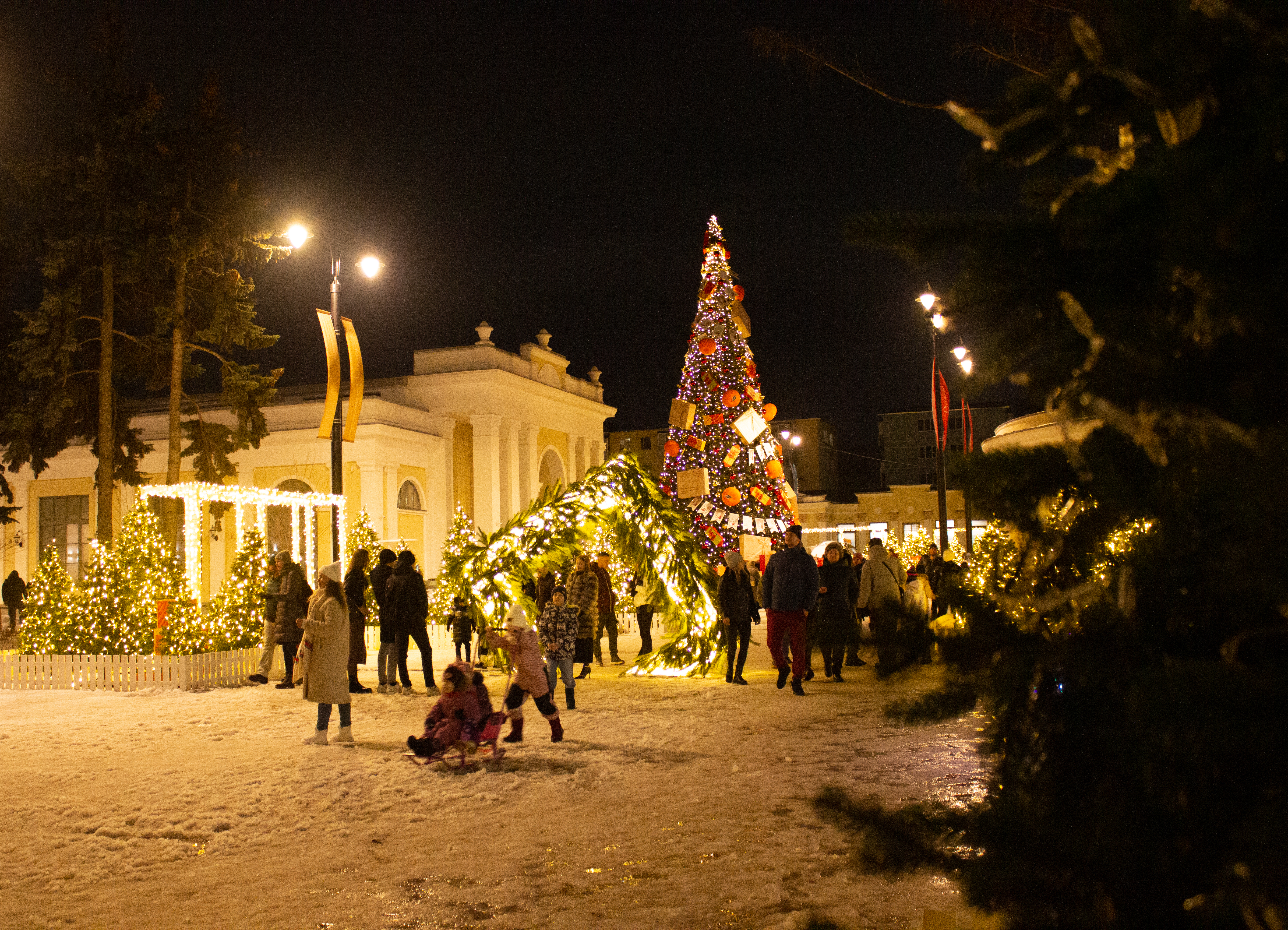
Главная площадь зимой

### Здания и сооружения Торгового городка
[[Файл:TG-001
Всего архитектурный ансамбль выставки насчитывал 25 экспозиционных павильонов, некоторые из которых до наших дней не сохранились. Местонахождение как минимум двух павильонов до сих пор не удалось точно идентифицировать. Комплекс также располагал 8 постройками на территории Животноводческого городка, собственной пожарной станцией, дендрарием с оранжереей, бассейнами для рыбы и птицы, ветрогенератором, водонапорной башней, двумя открытыми площадками для экспонирования, фруктовым садом со станцией юннатов, а также отдельно стоящим ипподромом. В различное время на территории комплекса также возводились временные сооружения — сцены, помосты, временные павильоны и ларьки.

### Архитектурные планы
План расширения выставки 1956 года
Уже на следующий год после открытия выставки предполагалось провести её расширение по трём направлениям: на восток, в сторону Лесопарка, на юг и на запад, в сторону улицы Затинной. В то время эти территории были застроены только деревянными жилыми домами. Судьба этого проекта неизвестна.
План реконструкции от корпорации «Торговый городок» 1992 года
Созданная в 1991 году одноимённая корпорация представила свой план развития территории в 1992 году. Концепция реконструкции была достаточно мягкой. Согласно визуализации, планировалось полностью отреставрировать сохранившиеся павильоны, восстановить павильоны «Рыбное хозяйство» и «Местная и топливная промышленность», построить два новых небольших павильона по обоим сторонам от Главного входа, а также сохранить функции автовокзала. У павильонов № 11 и 12 на Центральной площади предполагалось соорудить арочные полусферические стеклянные крыши. Однако дальнейшие события в стране привели к банкротству корпорации и переходу комплекса к другому собственнику, который устроил на территории Торгового городка рынок.
План реконструкции Администрации Рязани 2014 года
План, который представил общественности в апреле 2014 года мэр города Виталий Артёмов был гораздо более радикальный. Предполагалось сохранить только 14 павильонов, преимущественно на Главной площади и аллее. 6 павильонов на боковых аллеях отправлялись под снос. Освободившееся от них место предполагалось застроить современными зданиями. В западной часть комплекса центральный вход в здание предполагалось сделать в центре полукруглого павильона № 12. Также под сплошную застройку должен был отойти весь юг территории. Впоследствии инвестор отказался от проекта, поэтому детальный архитектурный план так и не был создан.
План реконструкции Центра креативных индустрий 2019 года
В 2019 году ансамбль Торгового городка получил статус памятника архитектуры. Осенью того же года на территории комплекса прошёл фестиваль архитектуры и урбанистики «Школа», на котором прошли работы по обсуждению концепции развития территории. В итоге концепция была разработана АНО «Проект Даль», архитектурный проект создало бюро «Апрель», а культурную концепцию выставки представил центр социальных инноваций в сфере культуры «Библиотека наследия». Окончательный проект разработало Управление градостроительства и архитектуры. Проект предполагает восстановление 23 павильонов в первоначальном облике 1955—1956 года, а также благоустройства, согласно первоначальным планам «Рязаньоблпроекта». Территория комплекса должна превратиться в квартал креативных индустрий, где будет создано многофункциональное пространство с предприятиями общественного питания, музеями, библиотекой, выставочными и общественными зонами. Однако текущий план не предусматривает развития территории животноводческого городка и станции юннатов, также являющихся частью достопримечательного места. В 2024 году губернатор Рязанской области Павел Малков объявил, что реконструкция Торгового городка продолжится в сторону Солотчинского шоссе.
Альтернативные проекты
Концептуальный проект Администрации Рязани от 2019 года предполагал превращение комплекса в место торговли рязанскими брендами, а также создание в интернете одноимённого маркетплейса. Рязанское отделение ЛДПР предлагало сохранить на территории садоводческий рынок. Концепция, представленная группой рязанских архитекторов предполагала превращение комплекса в творческий квартал художников и музыкантов. Среди идей, представленных на архитектурном фестивале «Школа» также были создание фермерского кластера, создание «советского городка» с погружением в прошлое, а также IT-кластера.

## Исследование комплекса
Несмотря на то, что в государственном архиве Рязанской области удалось обнаружить генеральный план выставки от 1955 года, а также переписку городских и областных ведомств, идентификация многих вещей по прошествии времени остаётся затруднительной. Так, на генеральном плане выставки рядом с павильонами были подписаны вовсе не их названия, а предприятия, отвечающие за их возведение. Это внесло путаницу например, в название павильона № 4 «Картофель и овощи», который сегодня называется «Скопинуголь». Таким названием на чертеже было подписано Скопинское предприятие, которое осуществляло строительство павильона, а не выставлялось там. Номера, указанные на современном адресе зданий не являются номерами павильонов, которые были даны им при открытии. Так например, номера павильонов № 1-4 восстановлены точно, но затем в различных источниках начинаются их расхождения.
Положение усложняется тем, что один павильон в створе Центральной аллеи, так и не был построен (на снимках он отсутствует), зато в 1956 году газеты писали о возведении и открытии как минимум ещё 2 зданий — павильонов «Уголь» и «Транспорт и связь». Их местоположение до последнего времени не было известно, его удаётся выявить лишь по старым снимкам. Известно, что на площадке перед павильоном «Транспорт и связь» демонстрировались модели тепловоза и электровоза. Газеты при этом отмечали, что в 1958 году электровозы начнут регулярно курсировать между Рязанью и Москвой. Внутри самого павильона посетителям предоставлялась возможность проверить действие «Полуавтоматической междугородной телефонной связи Рязань-Москва» и совершить междугородный звонок в Москву по недавно пущенной в эксплуатацию радиорелейной линии, состоящей из 24 каналов для одновременного разговора. Предположительно, павильон мог находиться на площадке современного терминала автовокзала — эта местность оставалась пустой на генеральном плане 1955 года, и до сих пор не выявлено ни одной её детальной фотографии.
Из-за того, что некоторые здания и сооружения к настоящему времени были утрачены, их идентификация проходит по историческим фотографиям и воспоминаниям горожан. Так например, павильон № 7 «Садоводство и пчеловодство» в проектных материалах не обозначен и не зафиксирован на фотосъёмке, однако упоминается в прессе. Методом исключения предполагается, что он находится между павильонами № 5 «Животноводство» и № 9 «Наука». Павильон «Местная и топливная промышленность» до нашего времени не сохранился, его идентификация произведена по историческим фотографиям, однако ни проектных чертежей, ни фотографий его общего вида выявить не удалось. Такая же проблема есть со зданием ресторана, располагавшегося рядом с павильоном «Лесное хозяйство».
Идентификация построек Животноводческого городка сегодня представляет затруднения из-за того, что на его месте располагаются множество промышленных предприятий. Известно, что здания конюшен и коровника сохранились, и в настоящее время представляют собой цеха различного назначения со множеством дополнительных пристроек. Здания свинарника и птичника также угадываются среди сильно перестроенных зданий в самой южной части комплекса. Собственная пожарная станция комплекса вероятно, находилась неподалёку от улицы Либхнехта и имела выезд на неё.

## Инфраструктура
Ансамбль Торгового города располагается в центре исторической части Рязани на улице Свободы, неподалёку от кремля. Рядом находятся постройки Казанского монастыря, несколько старинных церквей, аллеи Приокского лесопарка и набережная рек Трубежа и Лыбеди. Троллейбусные маршруты проходят неподалёку по улице Грибоедова и площади Свободы. Автобусные остановки располагается непосредственно перед комплексом, а также на Окском проезде и Солотчинском шоссе.
На территории Торгового городка также находится Приокский автовокзал, откуда можно добраться на север Рязанской, и в соседние области, расположенные в том же направлении. На Окском шоссе расположен речной вокзал с круизным причалом. Рядом с территорией также можно найти несколько гостиниц различной комфортабельности. Ближайшая парковка находится у торгового центра «Круиз» на Солотчинском шоссе.

## Управление
Управление комплексом торгового городка осуществляет Центр развития креативных индустрий Рязанской области.